# إل. ولف غيلبرت
إل. ولف غيلبرت (بالإنجليزية: L. Wolfe Gilbert) هو كاتب أغاني وملحن أمريكي، ولد في 31 أغسطس 1886 في أوديسا في أوكرانيا، وتوفي في 12 يوليو 1970 في لوس أنجلوس في الولايات المتحدة.

## وصلات خارجية
- إل. ولف غيلبرت على موقع IMDb (الإنجليزية)
- إل. ولف غيلبرت على موقع ميوزك برينز (الإنجليزية)
- إل. ولف غيلبرت على موقع قاعدة بيانات برودواي على الإنترنت (الإنجليزية)
- إل. ولف غيلبرت على موقع قاعدة بيانات الأفلام السويدية (السويدية)
- إل. ولف غيلبرت على موقع أول ميوزيك (الإنجليزية)
- إل. ولف غيلبرت على موقع ديسكوغز (الإنجليزية)
- إل. ولف غيلبرت على موقع قاعدة بيانات الفيلم (الإنجليزية)
- إل. ولف غيلبرت على موقع كينوبويسك (الروسية)